# NGC 2680
NGC 2680 је галаксија у сазвежђу Рак која се налази на NGC листи објеката дубоког неба.
Деклинација објекта је + 30° 51' 57" а ректасцензија 8h 51m 33,6s. Привидна величина (магнитуда) објекта NGC 2680 износи 14,5 а фотографска магнитуда 15,5. NGC 2680 је још познат и под ознакама UGC 4632, MCG 5-21-14, CGCG 150-41, KCPG 176B.